# Daisuke Ishiwatari

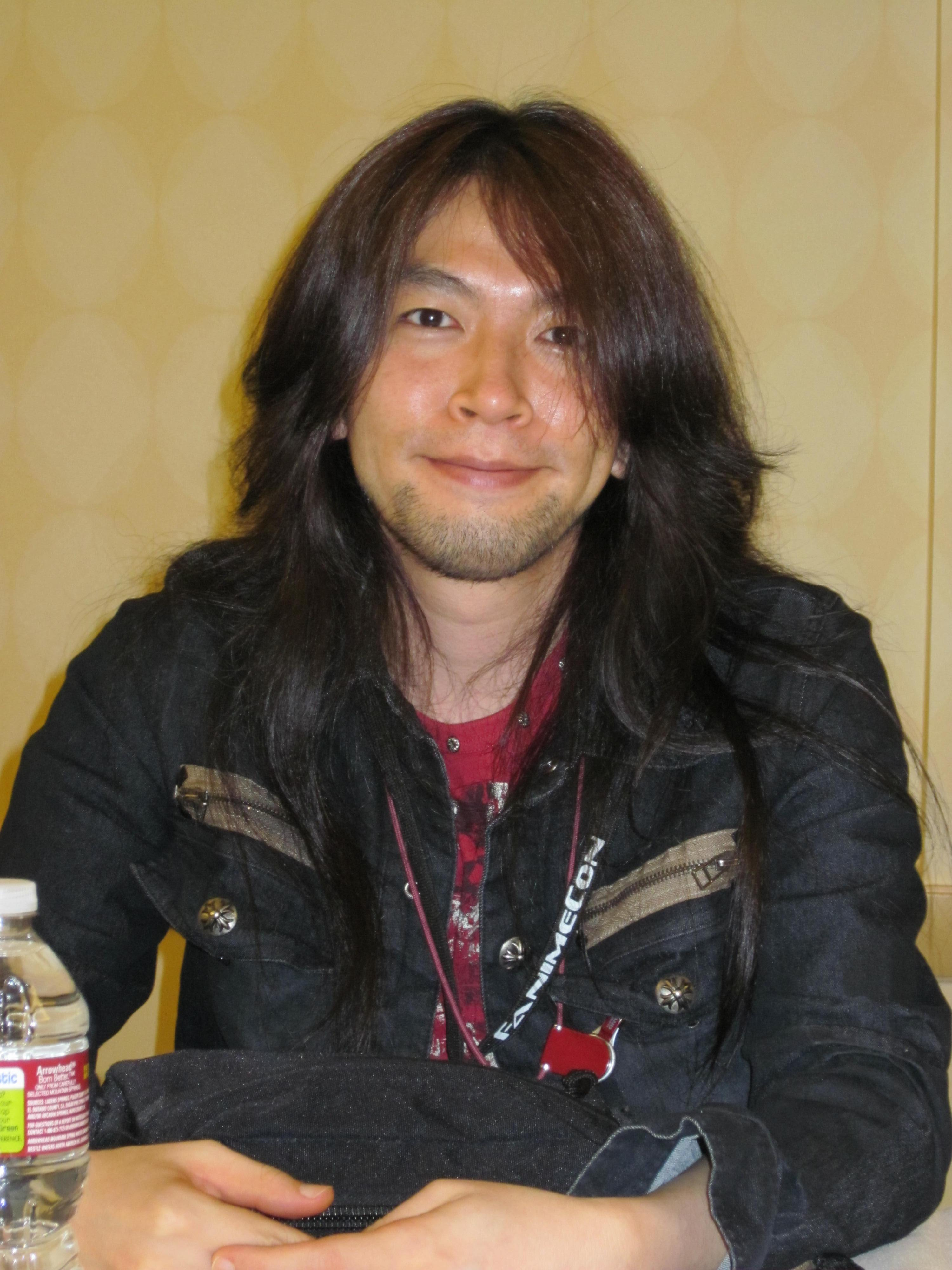
Daisuke bei der FanimeCon 2010

Daisuke Ishiwatari (jap. 石渡 太輔; * 14. August 1973 in Johannesburg) ist ein japanischer Videospieleentwickler, Musiker, Komponist und Illustrator. Er ist vor allem für die Entwicklung des 2D-Kampfspiels Guilty Gear bekannt. Er entwickelte die Charaktere, komponierte die Musik, schrieb die Storyline und ist außerdem Synchronsprecher für die Charaktere Sol Badguy und Order-Sol. Außerdem komponierte Daisuke Ishiwatari mit Yoshihiro Kusano die Musik zu BlazBlue. Des Weiteren komponierte Daisuke Ishiwatari mit dem japanischen Gitarristen Takayoshi Ohmura die Soundtracks zu Hard Corps Uprising.

## Kindheit und Jugend
Als Kind begann sich Daisuke Ishiwatari für Videospiele und Anime zu interessieren. In seiner Freizeit zeichnete er gerne Anime-Bilder und spielte Videospiele, vor allem 2D-Kampfspiele wie Street Fighter II. Da Ishiwatari zu stark abhängig davon wurde, verbot sein Vater ihm diese Videospiele, was aber dazu führte, dass sein Interesse daran weiter wuchs und er schließlich den Wunsch hatte, in der Videospieleindustrie zu arbeiten. Im Alter von 13 Jahren begann Ishiwatari sich für Musik zu begeistern, vor allem für Rock- und Metalmusik. Im Alter von 14 Jahren begann er selbst Gitarre spielen zu lernen, ein halbes Jahr später fing er mit Schlagzeug spielen an. Mit 15 und 16 Jahren lernte er das Bass- und Keyboardspielen. Erst im Jahr 2005 kam Daisuke Ishiwatari zur Violine.

## Karriere als Videospieleentwickler
Nach seinem Schulabschluss begann Daisuke Ishiwatari als Spieletester zu arbeiten, bevor er als Entwickler arbeitete. Er testete zuerst ein Kindervideospiel namens Pico. Doch er hatte andere Vorstellungen von einem Videospiel. Er meinte: „Der Gedanke, den ich in dieser Zeit hatte, war, ich würde nie im Leben in der Videospielindustrie arbeiten, wenn ich solche Spiele entwickeln müsste!“
Im Jahr 1997 begann Daisuke Ishiwatari bei Arc System Works zu arbeiten. 1998 erschien Daisuke Ishiwataris erstes Videospiel namens Guilty Gear für die PlayStation 1. Guilty Gear verkaufte sich am ersten Tag über 10.000 Mal und bekam sehr viele Anhänger. Da Guilty Gear sehr erfolgreich war, entschied sich Ishiwatari, mehr Teile von Guilty Gear zu entwickeln. Im Jahr 2000 erschien Guilty Gear X für die Dreamcast und die PlayStation 2. Guilty Gear X wurde zum populärsten 2D-Kampfspiel des Jahres 2000. Bis zum Jahre 2007 entwickelte Daisuke Ishiwatari weitere Guilty-Gear-Kampfspiele, wie „Guilty Gear X2“ und „Guilty Gear X2 Accent Core“. In Guilty Gear X2 Accent Core spricht er die beiden Charaktere Sol Badguy und Order-Sol. Im Jahre 2008 begann Daisuke Ishiwatari ein 3D-Actionspiel zu entwickeln, das sich „Guilty Gear 2 Overture“ nennt. Im Jahr 2011 erschien sein neuestes Videospiel, ein weiteres Shoot-’em-up-Spiel der Contra-Serie namens Hard Corps Uprising, das in den USA sehr viele Anhänger gefunden hat.

## Karriere als Musiker
Im Jahr 1995 gründete Daisuke Ishiwatari die Band A.S.H die hauptsächlich für die Perfektionierung der Guilty Gear Soundtracks verantwortlich war. Die Band bestand aus fünf Musikern. Daisuke Ishiwatari war zuerst nur Komponist. Erst als sich die Band 2003 auflöste, übernahm er persönlich die Performance seiner Videospielsoundtracks. Im Jahr 1998 bekam die Band A.S.H einen Plattenvertrag von Sony Music Distribution Japan angeboten, den die Band auch unterzeichnete. Mit diesem Plattenvertrag war es möglich, die Soundtracks innerhalb Japans zu verkaufen. Als sich die Band 2003 auflöste und Ishiwatari selbst anfing, seine Soundtracks zu perfektionieren, bekam auch er selbst einen Plattenvertrag von Sony Music Distribution Japan, da er hauptsächlich Komponist der Band war. Im Jahr 2004, nachdem die Guilty Gear Isuka Soundtracks erschienen sind, unterzeichnete er außerdem einen Plattenvertrag bei der amerikanischen Plattenfirma Team Entertainment Inc. Mit Abschluss dieses Vertrages bei war es nun möglich, die Soundtracks auch in den USA zu verkaufen. Für eine Veröffentlichung seiner Soundtracks in Europa bekam Ishiwatari keinen Plattenvertrag, da die europäischen Publisher sehr unzufrieden mit seiner Musik waren. Im Jahr 2003 und 2011 kamen zwei Live-CDs auf den japanischen und amerikanischen Markt. Die erste CD war Guilty Gear XX Sound Alive, auf der noch die Band A.S.H zu hören ist. Die zweite Live-DVD heißt Guilty Gear x Blazblue Music Live 2011.